# Satelight
Satelight Inc. (Japans: 株式会社サテライト Kabushiki-gaisha Sateraito?) is een Japanse animatiestudio gevestigd in Tokio. De studio is voornamelijk bekend van de Aquarion- and Symphogear-franchises, en latere delen van de Macross-franchise.
De studio is opgericht in december 1995 in Sapporo, en is sinds 2006 gevestigd in Tokio. Het eerste project van de studio was Bit the Cupid, 's werelds eerste volledig digitaal geanimeerde tv-serie. De naam Satelight bestaat uit de S voor Sapporo, A voor animate, T voor technology en E voor entertainment. De directeur van het bedrijf is Michiaki Sato.

## Producties

### Animeseries
| Titel                                                    | Eerste uitzending | Laatste uitzending | Genre(s)                                                | Afleveringen                        |
| -------------------------------------------------------- | ----------------- | ------------------ | ------------------------------------------------------- | ----------------------------------- |
| Earth Maiden Arjuna                                      | 9 januari 2001    | 27 maart 2001      | Science fantasy, magical girl                           | 13                                  |
| Geneshaft                                                | 5 april 2001      | 28 juni 2001       | Avontuur, mecha, biopunk                                | 13                                  |
| Heat Guy J                                               | 1 oktober 2002    | 25 maart 2003      | Tech noir                                               | 26                                  |
| Macross Frontier                                         | 3 april 2008      | 25 september 2008  | Mecha, space opera, romantiek, Militaire sciencefiction | 25                                  |
| Genesis of Aquarion                                      | 4 april 2005      | 25 september 2005  | Mecha, romantiek                                        | 26                                  |
| Aquarion Evol                                            | 8 januari 2012    | 24 juni 2012       | Actie, komedie-drama, mecha, romantiek, science fantasy | 26                                  |
| Noein                                                    | 12 oktober 2005   | 29 maart 2006      | Avontuur, romantiek, sciencefiction                     | 24                                  |
| Glass Fleet                                              | 4 april 2006      | 21 september 2006  | Avontuur, sciencefiction                                | 26                                  |
| Koi suru Tenshi Angelique ~ Kokoro no Mezameru Toki ~    | 8 juli 2006       | 30 september 2006  | Fantasy, romantiek, harem                               | 13                                  |
| Galaxy Angel II                                          | 1 oktober 2006    | 24 december 2006   | komedie, sciencefiction                                 | 13                                  |
| Koi suru Tenshi Angelique ~ Kagayaki no Ashita ~         | 5 januari 2007    | 23 maart 2007      | Fantasy, romantiek, harem                               | 12                                  |
| Engage Planet Kiss Dum                                   | 3 april 2007      | 25 september 2007  | mecha, avontuur, krijgsmacht                            | 26                                  |
| Kamichama Karin                                          | 6 april 2007      | 29 september 2007  | Magical girl, romantiek, komedie, drama                 | 26                                  |
| Shugo Chara!                                             | 6 oktober 2007    | 27 september 2008  | Magical girl                                            | 12                                  |
| Time Jam: Valerian & Laureline                           | 20 oktober 2007   | 5 maart 2008       | Sciencefiction, fantasy, avontuur, komedie              | 40                                  |
| Legends of the Dark King: A Fist of the North Star Story | 10 oktober 2008   | 25 december 2008   |                                                         | 13                                  |
| Basquash!                                                | 3 april 2009      | 1 oktober 2009     | Sciencefiction, sport, mecha, echte robot               | 26                                  |
| Guin Saga                                                | 5 april 2009      | 27 september 2009  | Heroische fantasy                                       | 26                                  |
| Fairy Tail                                               | 12 oktober 2009   | 30 maart 2013      | Actie, avontuur, fantasy                                | 263 (loopt nog) (Satelight tot 175) |
| Kiddy Girl-and                                           | 15 oktober 2009   | 25 maart 2010      | Sciencefiction, komedie, yuri                           | 24                                  |
| Anyamaru Tantei Kiruminzuu                               | 5 oktober 2009    | 20 september 2010  | Magical girl, komedie, detective                        | 50                                  |
| Croisée in a Foreign Labyrinth                           | 4 juli 2011       | 19 september 2011  | Historische fictie, Slice of life                       | 12                                  |
| Senki Zessho Symphogear                                  | 6 januari 2012    | 30 maart 2012      | Actie, sciencefiction, magical girl                     | 13                                  |
| Bodacious Space Pirates                                  | 8 januari 2012    | 30 juni 2012       | Avontuur, sciencefiction                                | 26                                  |
| AKB0048                                                  | 29 april 2012     | 22 juli 2012       | Sciencefiction, muziek, mecha, Japans idool             | 13                                  |
| Muv-Luv                                                  | 2 juli 2012       | 23 december 2012   | Romantische komedie, mecha                              | 24                                  |
| AKB0048 next stage                                       | 5 januari 2013    | 30 maart 2013      | Sciencefiction, Japans idool, muziek, mecha             | 13                                  |
| Senki Zessho Symphogear G                                | 4 juli 2013       | 26 september 2013  | Actie, sciencefiction, magical girl                     | 13                                  |
| Arata: The Legend                                        | 9 april 2013      | 1 juli 2013        | Actie, avontuur, fantasy, romantiek                     | 12                                  |
| Log Horizon                                              | 5 oktober 2013    | 22 maart 2014      | Avontuur, fantasy, sciencefiction                       | 25                                  |
| White Album 2: Shiawase no Mukogawa                      | 5 oktober 2013    | 28 december 2013   | Drama, romantiek                                        | 13                                  |
| Nobunaga the Fool                                        | 5 januari 2014    | 22 juni 2014       | Actie, mecha, romantiek                                 | 24                                  |
| M3 the dark metal                                        | 21 april 2014     | 1 oktober 2014     | Horror, mecha, science fantasy                          | 24                                  |
| Lord Marksman and Vanadis                                | 4 oktober 2014    | 27 december 2014   | Fantasy, avontuur, romantiek, harem                     | 13                                  |
| The Disappearance of Nagato Yuki-chan                    | 3 april 2015      | 17 juli 2015       | Drama, romantische komedie                              | 16                                  |
| Aquarion Logos                                           | 2 juli 2015       | loopt nog          | Mecha                                                   | 27                                  |
| Senki Zesshō Symphogear G]                               | 3 juli 2015       | 25 september 2015  | Actie, sciencefiction, magical girl                     | 13                                  |

### Original Video Animations
| Titel                                  | Eerste uitzending | Laatste uitzending | Genre(s)                                  | Afleveringen                     |
| -------------------------------------- | ----------------- | ------------------ | ----------------------------------------- | -------------------------------- |
| Macross Zero                           | 21 december 2002  | oktober 2004       | Avontuur, mecha, militaire sciencefiction | 5                                |
| Genesis of Aquarion: Wings of Betrayal | 25 mei 2007       | 22 november 2007   | Actie, romantiek, mecha                   | 2                                |
| Genesis of Aquarion: Wings of Glory    | 25 mei 2007       | 22 november 2007   | Actie, romantiek, mecha                   | 2                                |
| Aquarion Love                          | 2 juli 2015       | 2 juli 2015        | mecha                                     | 1                                |
| Hellsing Ultimate                      | 10 februari 2006  | 26 december 2012   | Actie, drama, horror, science fantasy     | 10 (vier gemaakt door Satelight) |
| Baldr Force EXE: Resolution            | 11 oktober 2006   | 4 april 2007       | Actie, mecha, virtuele werkelijkheid      | 4                                |

### Films
| Titel                                            | Première          | Genre(s)                                                |
| ------------------------------------------------ | ----------------- | ------------------------------------------------------- |
| Macross Frontier the Movie ~Itsuwari no Utahime~ | 21 november 2009  | Mecha, space opera, romantiek, militaire sciencefiction |
| Macross Frontier the Movie ~Sayonara no Tsubasa~ | 26 februari 2011  | Mecha, space opera, romantiek, militaire sciencefiction |
| Genesis of Aquarion: Wings of Genesis            | 25 september 2007 | Actie, romantiek, mecha                                 |
| Tokyo Skytree "Sorakara-chan" Prologue Movie     |                   |                                                         |

### Computerspellen
| Titel                                            | Meegewerkt aan                    |
| ------------------------------------------------ | --------------------------------- |
| Heavy Metal Thunder                              | Celanimaties                      |
| Persona 2 - Innocent Sin                         | Openingsanimaties                 |
| Time and Eternity                                | De animatiefilmpjes en personages |
| Shin Megami Tensei: Devil Summoner: Soul Hackers | 3DS openingsanimaties             |
| E.X. Troopers                                    | Anime ter promotie                |